# Strange Times
Albums de The Moody Blues
A Night at Red Rocks with the Colorado Symphony Orchestra
(1993) Hall of Fame
(2000)
Strange Times est le quinzième album studio des Moody Blues, sorti en 1999. Le son comprend principalement de la guitare acoustique, de la guitare électrique légèrement traitée, un orgue léger, une flûte et des arrangements de cordes, avec une utilisation intensive du synthétiseur dans la pièce d'ouverture au rythme rapide, "English Sunset". Il s'agit du dernier album des Moody Blues avec le flûtiste et chanteur d'origine Ray Thomas.
C'est aussi le dernier album à contenir une quelconque référence au label personnalisé des Moody Blues, Threshold Records, avec la marque "en association avec Threshold Records".

## Titres
1. English Sunset (Hayward) – 5:05
2. Haunted (Hayward) – 4:31
3. Sooner or Later (Walkin' on Air) (Hayward, Lodge) – 3:49
4. Wherever You Are (Lodge) – 3:35
5. Foolish Love (Hayward) – 3:56
6. Love Don't Come Easy (Lodge) – 4:33
7. All That Is Real Is You (Hayward) – 3:33
8. Strange Times (Hayward, Lodge) – 4:29
9. Words You Say (Lodge) – 5:31
10. My Little Lovely (Thomas) – 1:45
11. Forever Now (Lodge) – 4:37
12. The One (Hayward, Lodge) – 3:39
13. The Swallow (Hayward) – 4:58
14. Nothing Changes (Edge) – 3:32

## Musiciens
- Justin Hayward : chant, guitare
- John Lodge : basse, guitare, chœurs
- Ray Thomas : chœurs, flûte, tambourin
- Graeme Edge : batterie, percussions, chœurs

## Musicien additionnel
- Danilo Madonia : claviers, orgue, piano, synthétiseurs, arrangements et orchestrations